# České kvarteto
České kvarteto bylo české smyčcové kvarteto, které působilo v letech 1892 až 1934. Představovalo první stálý profesionální komorní soubor v českých zemích a bylo historickým mezníkem ve vývoji české komorní interpretace. Svou uměleckou úrovní si záhy získalo mezinárodní věhlas a stalo se světově úspěšným.

## Historie souboru
Soubor byl sestaven ze čtyř studentů Pražské konzervatoře pod vedením jejího ředitele a profesora houslí Antonína Bennewitze a violoncellisty a profesora komorní hry Hanuše Wihana. Čerství absolventi začali v roce 1892 vystupovat pod názvem České kvarteto a již první vídeňské vystoupení mělo senzační úspěch, který souboru rázem otevřel cestu do celé Evropy. Zakládajícími členy byli: Karel Hoffmann (první housle), skladatelé Josef Suk (druhé housle) a Oskar Nedbal (viola), Otto Berger (violoncello). V této sestavě působil soubor do roku 1894, kdy musel z důvodu onemocnění tuberkulózou odejít z kvarteta Otto Berger, kterého vystřídal u violoncellového pultu profesor Hanuš Wihan.
Po 14 letech působení v tělese, violistického i manažerského, odešel roku 1906 do Vídně za dirigentskou a skladatelskou kariérou Oskar Nedbal, který byl u violového pultu nahrazen Jiřím Heroldem. Roku 1914 nahradil stárnoucího Hanuše Wihana u violoncellového pultu Ladislav Zelenka. Tím se sestava kvarteta ustálila na dalších 19 let v podobě Hoffmann – Suk – Herold – Zelenka.
Ze zdravotních důvodů se roku 1933, po jedenačtyřicetiletém působení, rozhodl odejít ze souboru Josef Suk. Nahradil jej u pultu druhých houslí Stanislav Novák. V této sestavě však kvarteto hrálo již jen půl roku. Zdravotní problémy měli i další členové, roku 1934 zemřel Jiří Herold a soubor definitivně zanikl.
Za čtyři desítky let působení absolvovalo České kvarteto na čtyři tisíce koncertů v Evropě i jinde ve světě. Věhlas si získalo díky přesnému a logickému frázování, výraznému rytmu, přehledné stavbě jednotlivých hlasů v polyfonních větách a především pochopení struktury a stylu daného díla. V souboru často hostovali další hráči pro provádění smyčcových kvintetů, sextetů, klavírních kvintetů apod. V repertoáru byla jak díla velkých klasiků 18. a 19. století, tak díla světové moderny a zcela nové opusy soudobých autorů. Oživovali i neprováděná díla a opomíjené autory. Interpretační úrovní a mezinárodními úspěchy bylo České kvarteto jedním z nejvýznamnějších komorních souborů své doby.